# Камфорсультам
Камфорсультам — органическое вещество, производное камфора-10-сульфокислоты. Применяется в органическом синтезе как хиральный вспомогательный реагент в ряде реакций. Существует в виде двух энантиомеров. Коммерчески доступен в виде обоих.

## Получение
Камфорсультам коммерчески доступен в виде обоих энантиомеров, однако его можно также получить в три стадии из камфора-10-сульфокислоты в выходом более 70 %.

## Химические свойства и применение
Камфорсультам широко применяется как хиральный вспомогательный реагент в ряде химических реакций. Кроме стандартных требований, таких как простота введения и наведение высокой стереоселективности на реакционный центр, камфорсультам обладает свойством придавать кристалличность своим производным, что помогает выделять и очищать энантиомерно чистые производные. Также он позволяет проводить кристаллографическое определение абсолютной конфигурации веществ.

### Получение производных
Типичным способом получения производных камфорсультама является его ацилирование по атому азота. Существует несколько способов для осуществления этого превращения:
- камфорсультам ацилируют в системе ацилхлорид — гидрид натрия;
- камфорсультам ацилируют в системе триметилалюминий — метиловый эфир;
- камфорсультам превращают в N-TMS-производное, которое затем ацилируют[1].

Последний способ имеет преимущество в том, что позволяет обойтись без водной обработки, если после стадии ацилирования она нежелательна.

### Реакции N-ацилпроизводных
N-Ацилпроизводные камфорсультама вступают в стереоселективные реакции альдольной конденсации. Наряду с хиральными оксазолидинонами, это один из передовых методов стереоконтроля в альдольных реакциях. При этом оксазолидиноны требуют меньше альдегида (1-2 экв.) для завершения альдольной конденсации, тогда как сультамные производные требуют 2-3-кратного избытка. Преимуществом же камфорсультама является то, что его производные чаще являются кристаллическими.
Также ацилпроизводные камфорлактама вступают в стереоселективные реакции алкилирования с высоким диастереоселективным избытком. В присутствии гексаметапола в реакции участвуют даже неактивированные первичные галогениды.

### Реакции N-еноилпроизводных
Если камфорсультам проацилирован остатком кислоты, содержащей кратную связь, то такое производное может выполнять роль хирального диенофила в стереоселективной реакции Дильса — Альдера.